# Nieborowice (stacja kolejowa)
Nieborowice – nieczynna wąskotorowa stacja kolejowa w Nieborowicach zlokalizowana w kilometrze 28,4 linii kolejowej Bytom Karb Wąskotorowy - Markowice Raciborskie Wąskotorowe. W latach 1899–1945 stacja należała do kolei Gliwice Trynek - Rudy - Racibórz włączonej po II wojnie światowej do struktur Górnośląskich Kolei Wąskotorowych. Została otwarta w 1899 roku, a zamknięta w roku 1991. Ze stacji do 1926 roku czynna była bocznica prowadząca do cegielni w Wilczy. W 1972 roku dokonano przebudowy układu torowego stacji ze względu na budowę wiaduktu drogowego w jej pobliżu.